# Wildenstein (steirisches Adelsgeschlecht)

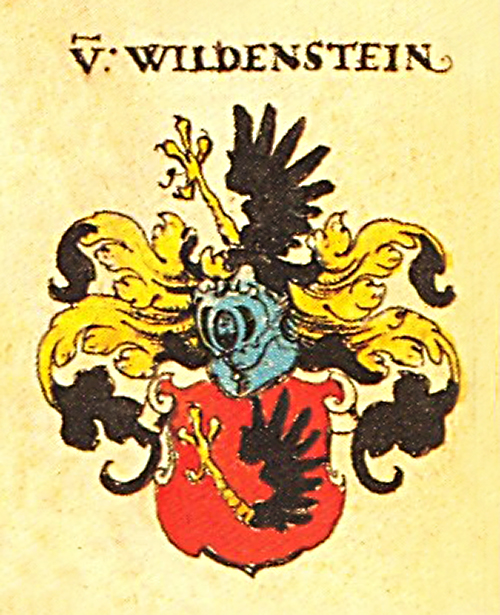
Stammwappen derer von Wildenstein (Steiermark), koloriert, nach Siebmacher

Wildenstein (auch Freiherren, später Grafen von Wildenstein oder Wildenstain) ist der Name eines uralten steirischen Adelsgeschlechts, welches vor 1348 in Kärnten lebte.

## Geschichte

### Ursprung und Besitztümer
Die Wildensteiner erhielten ihren Namen nach ihrem von ihnen erbauten Stammsitz, der Burg Wildenstein in Kärnten. Diese wurde durch das Erdbeben im Friaul und Kärnten 1348 zerstört. Der Wildensteiner Wasserfall sowie der Ortsteil Wildenstein (Podkanja vas) der Katastralgemeinde Gallizien erinnern namentlich an die einstige Burg. Der Verlust ihres Stammsitzes führte die Familie Wildenstein in die Steiermark. 
Das Geschlecht soll ursprünglich in Bayern (Franken; Pfalz) gelebt haben. Es soll sich dann nach Kärnten und der Steiermark verzweigt haben und dort großen Besitz und politische Macht erlangt haben, bis es sich auch schließlich in Schlesien ausbreitete. In einer Schenkungsurkunde des Herzogs Bertolt von Maranien zu Gunsten des Zisterzienserklosters Viktring bei Klagenfurt wird 1156 ein Uveriand de Wildenstein als Zeuge benannt.

### Nobilitierungen und dynastische Eheschließungen
Die Wildensteiner erhielten den erblichen österreichischen Freiherren- und später den Grafentitel. Die Familie war über die Töchter und Schwiegertöchter durch dynastische Eheschließungen verbändelt mit den ehemals „ansehnlichsten Familien Oesterreichs“. Darunter befinden sich die Adelsgeschlechter Thurn, Welzer, Herberstein, Saurau, Gallenstein, Teuffenbach, Attems, Keutschach, Khuenburg, Steinpeiß, Trauttmansdorff, Gloyach, Zöllner, Wagensberg, Schrattenbach und Wurmbrand.

## Wappen
Blasonierung: Der Wappenschild zeigt in Gold einen schwarzen Klauenflügel mit goldenem Adlerbein; die Helmdecken sind Gold und Schwarz; die Helmzier wiederholt das Motiv des Schildes.

## Bekannte Namensträger
- Franz Philipp von Wildenstein (* 1696; † 1770): Ritter des Deutschen Ordens
- Johann Christoph Graf von Wildenstein (* vor 1714; † 1742): Statthalter der Steiermark (1714–1742)
- Johann Maximilian Graf von Wildenstein (* vor 1763;  † ?): Statthalter der Steiermark (1763–1773)